# Muntele Simeon

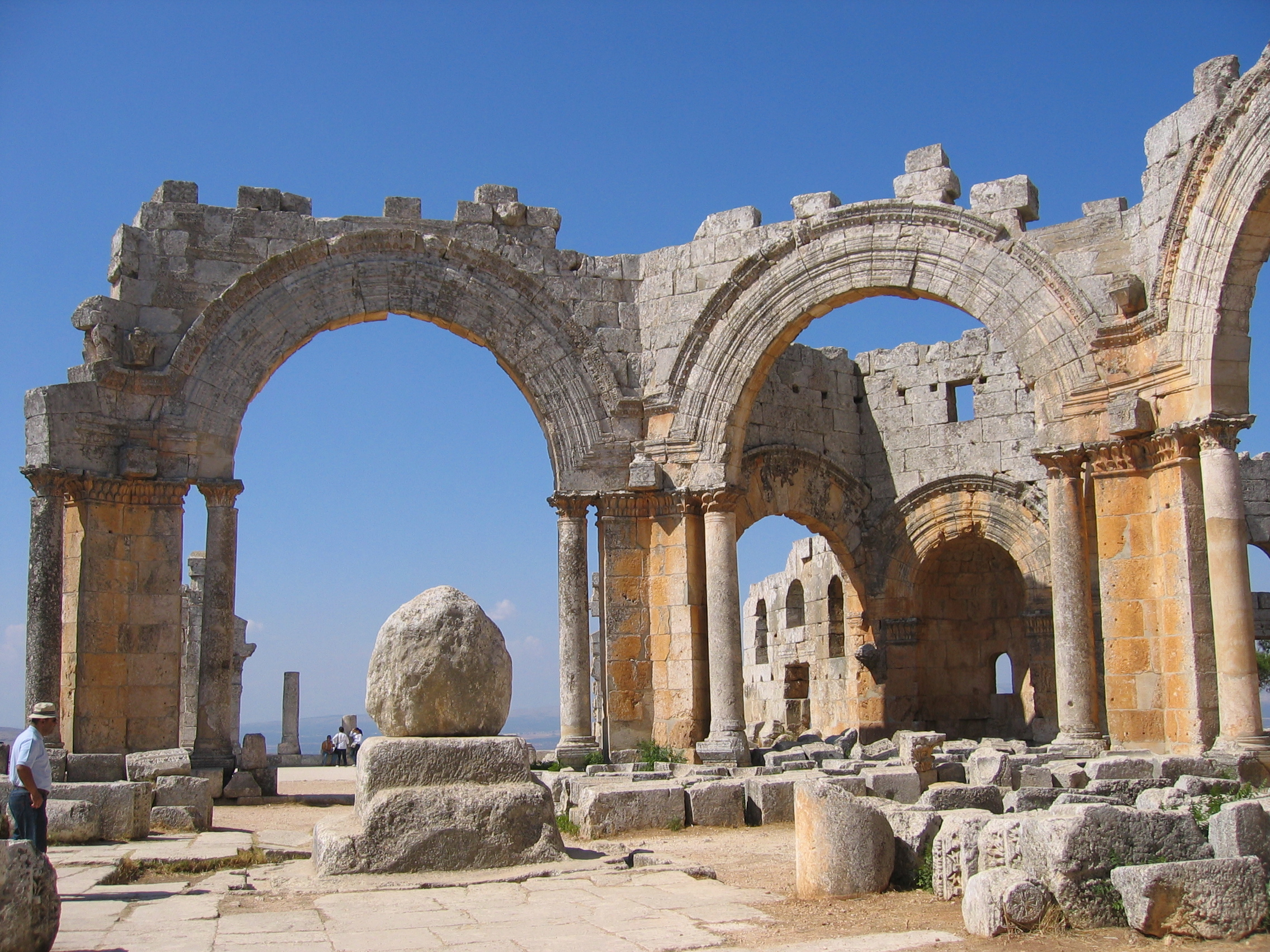
Ruinele bisericii construite în jurul stâlpului lui Simion Stâlpnicul

Muntele Simeon sau Muntele Simon (în arabă جبل سمعان Jabal Semʻān pronunție în arabă [ˈd͡ʒæbæl sæmˈʕaːn]), numit, de asemenea, Muntele Laylūn (în arabă جبل ليلون), este o regiune muntoasă din Guvernoratul Alep din nordul Siriei. Muntele este situat în districtul Muntele Simeon și Aʻzāz din Guvernoratul Alep.
Este numit după Simeon Stâlpnicul cel Bătrân, un creștin care a trăit în vârful unei coloane din regiune timp de 37 de ani și pentru care a fost înființat un mare complex mănăstiresc.

## Descriere
Muntele Simeon face parte din Masivul calcaros din partea de vest a platoului Alep. Este situat la aproximativ 20 km nord-vest de Alep. Muntele cuprinde aproximativ 50 km de la nord la sud, cu o lățime de 20-40 km și o altitudine medie de 500-600 m. Cel mai înalt punct este Sheikh Barakāt (876 m) în partea de sud a muntelui.
Valea râului ʻIfrīn se întinde între Muntele Simeon și Munții Kurzi la vest. Valea Aʻzāz marchează limita nordică a muntelui, dincolo de care se află câmpia Aʻzāz și Muntele Barṣa (Barṣāyā) pe platoul Aintab. Valea râului Quweiq se întinde de-a lungul laturii estice a muntelui. La sud de munte se află Dāna și  câmpiile Atarib. Vechile rute care leagă Qinnasrin de Antiohia trec prin aceste câmpii până la valea ʻIfrīn la întoarcerea spre vest și separă Muntele Simeon de Munții Harim la sud.